# Brunatna zgnilizna drzew ziarnkowych

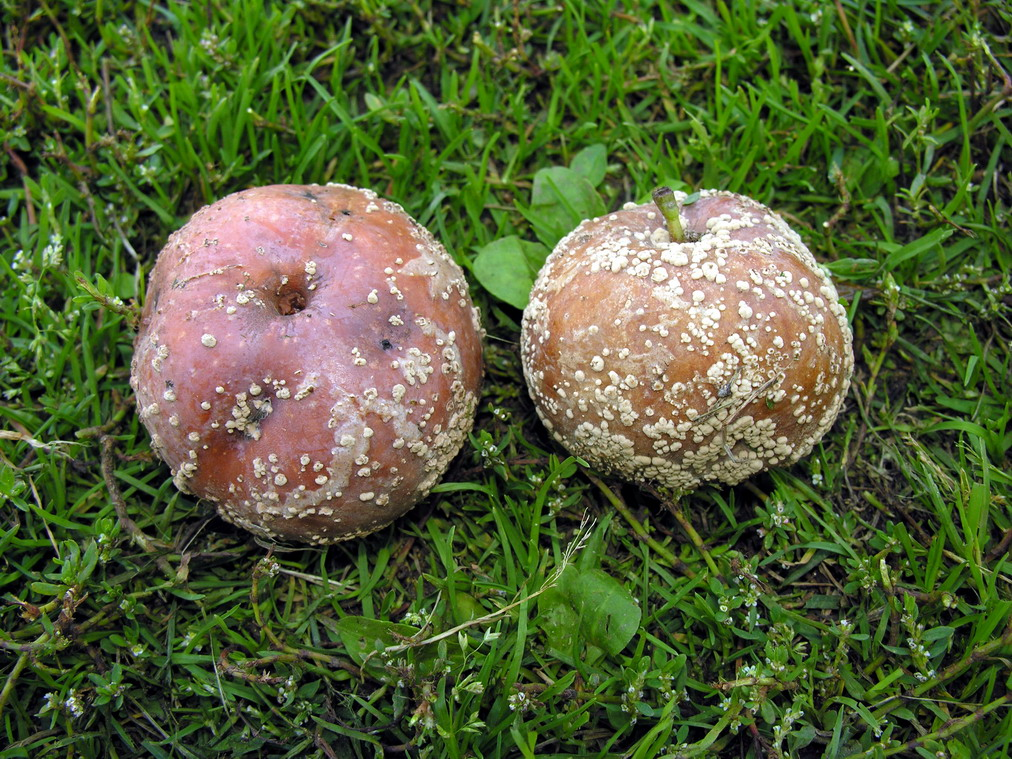
Zainfekowane jabłka ze sporodochiami

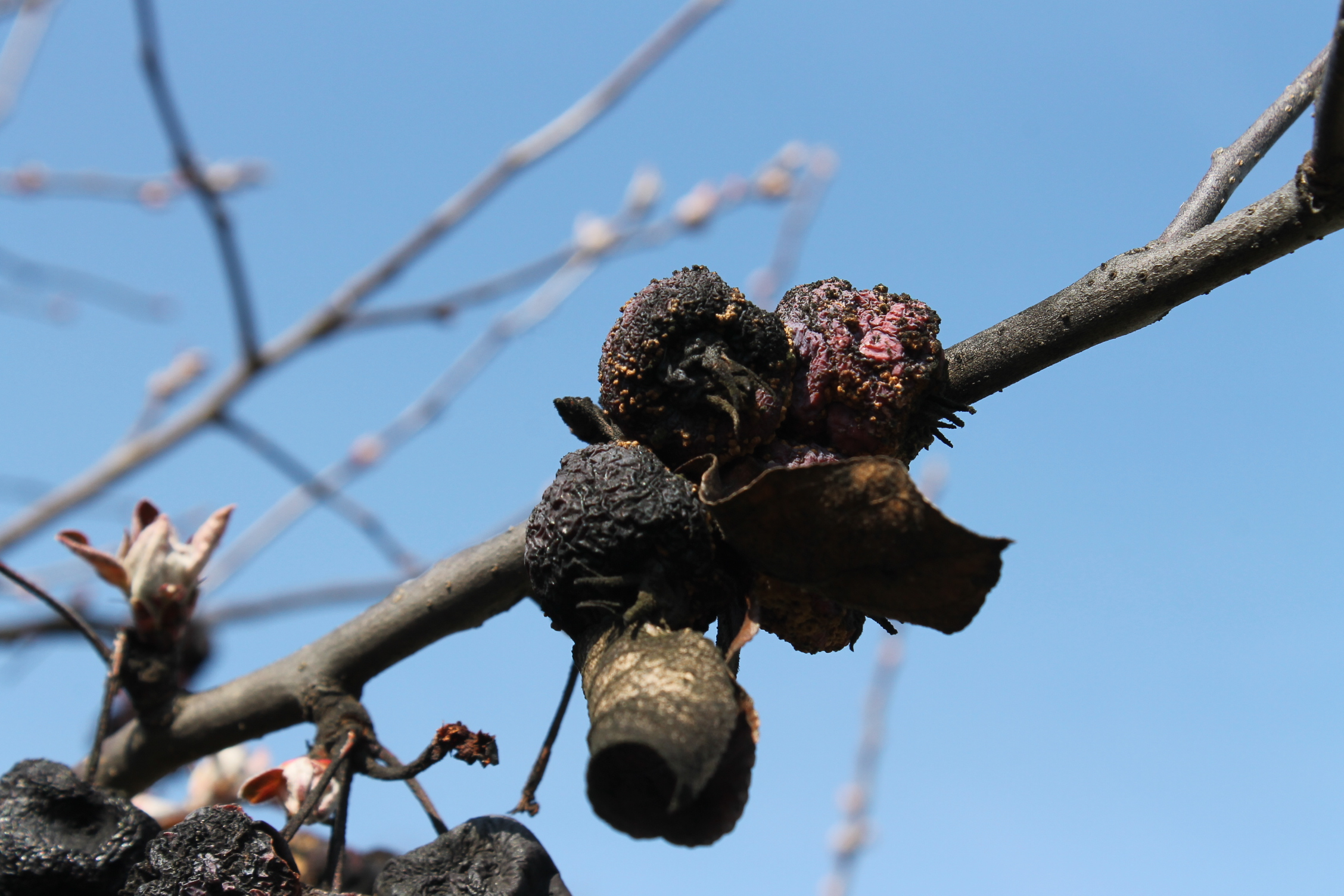
Mumie jabłek porażonych przez moniliozę

Brunatna zgnilizna drzew ziarnkowych, monilioza – grzybowa choroba roślin wywoływana przez paciornicę owocową (Monilinia fructigena).

## Objawy
Choroba ta występuje głównie na jabłoniach i gruszach, ale M. fructigena atakuje także ponad 40 innych gatunków roślin. Ważniejsze z nich to: morela, czereśnia, wiśnia, śliwa, brzoskwinia.
M. fructigena atakuje głównie owoce. Na zainfekowanych przez nią owocach jabłoni czy gruszy tworzą się brunatne plamy gnilne, które szybko powiększają się. Na plamach tych widoczne są żółtokremowe brodawki o średnicy 1-3 mm, zwykle ułożone koncentrycznie. Są to sporodochia, na których bezpłciowo powstają zarodniki konidialne. Plamy na owocach rozrastają się, zajmują w końcu całą powierzchnię, a owoce gniją i kurczą się. Niektóre z nich spadają, niektóre pozostają na drzewie. Te ostatnie wysychają i powstają z nich tzw. mumie. Przerośnięte są one grzybnią. Czasami mumie przylepiają się do gałązki drzewa, wówczas również gałąź zostaje zainfekowana.
Przy sprzyjających grzybowi warunkach (duża wilgotność i wysoka temperatura), M. fructigena atakuje także kwiaty, krótkopędy oraz gałęzie jabłoni i gruszy. Zainfekowane kwiaty brunatnieją, gniją i obumierają. Na zainfekowanych pędach powstają nekrotyczne plamy ze sporodochiami, ale mniejszymi, niż na owocach. Powyżej miejsca infekcji pędy obumierają.

## Profilaktyka i zwalczanie
Zapobieganie rozszerzaniu się brunatnej zgnilizny drzew ziarnkowych polega na niszczeniu zainfekowanych owoców. Należy zniszczyć zarówno mumie owoców pozostałe na drzewach, jak i wszystkie zainfekowane owoce opadłe na ziemię. Chore pędy należy wycinać i spalić. Zapobieganie polega także na zwalczaniu owadów uszkadzających skórkę owoców.
Chemicznie zwalcza się chorobę przez opryskiwanie drzew fungicydami układowymi. Wykonuje się je po czerwcowym opadzie zawiązków owoców, przed zbiorem owoców, a także po gradobiciu, które uszkadza owoce. Stosowana w sadach chemiczna ochrona przed parchem jabłoni i parchem gruszy ogranicza także brunatną zgniliznę drzew ziarnkowych.